# Resolució 1868 del Consell de Seguretat de les Nacions Unides
La Resolució 1868 del Consell de Seguretat de les Nacions Unides fou adoptada per unanimitat el 23 de març de 2009. Després de recordar les resolucions anteriors sobre la situació a l'Afganistan, especialment la Resolució 1806, el Consell va decidir ampliar el mandat de la Missió d'Assistència de les Nacions Unides a l'Afganistan (UNAMA) per un any.
El Consell va condemnar enèrgicament tots els atacs contra civils i forces afganeses i internacionals, així com l'ús de civils com a escuts humans i de nens soldat per part dels talibans i altres grups extremistes. la resolució instava la UNAMA i el Representant Especial a l'Afganistan a liderar els esforços per promoure el suport internacional i l'eficàcia de l'ajuda a l'Afganistan, així com suport polític per promoure el desenvolupament i la lluita contra el narcotràfic i la corrupció, treballant per millorar l'estat de dret i ajudar els refugiats i desplaçats interns, facilitant-ne el retorn voluntari. També hauria de donar suport als preparatius per a les properes eleccions presidencials i provincials a través de la Comissió Electoral Independent.